# SuperLiga (2018/2019)
SuperLiga (2018/2019) (od nazwy głównego sponsora SuperLiga CEC Bank) – ósma edycja zreformowanej najwyższej klasy rozgrywkowej w rugby union w Rumunii, a jednocześnie sto drugie mistrzostwa kraju. Zawody odbywały się w dniach 8 września 2018 – 26 maja 2019 roku, a tytuł mistrzowski po pięciu latach odzyskał zespół CSM Baia Mare.

## Informacje ogólne
W ósmej edycji SuperLigi, będącej jednocześnie sto drugimi mistrzostwami kraju po pięciu latach przerwy ponownie wzięło udział osiem klubów – sześciu uczestników poprzedniej edycji oraz dwie czołowe dwa z poprzedniego sezonu drugiego poziomu ligowego. W połowie czerwca 2018 roku Federațiă Română de Rugby potwierdziła schemat zawodów. Rozgrywki ligowe prowadzone były w pierwszej fazie systemem kołowym według modelu dwurundowego w okresie wiosna-jesień. Druga faza rozgrywek obejmowała mecze systemem pucharowym: czołowe cztery drużyny rozegrały spotkania o mistrzostwo kraju (play-off), natomiast zespoły z dolnej połowy tabeli o utrzymanie w najwyższej klasie rozgrywkowej (play-out).
Pary półfinałowe były takie same jak w meczach o medale poprzednich trzech edycji. W półfinałach zwyciężyły zespoły niżej rozstawione. Decydujące spotkania odbyły się na miejskim stadionie w Bârlad, tytuł mistrzowski po pięciu latach odzyskał zespół CSM Baia Mare po zwycięstwie nad Steauą, a obrońcy tytułu z Timișoary ulegli w meczu o brązowy medal jednym punktem stołecznemu CSM.

## Drużyny
| Klub                         | Miasto      | 2017/2018 |
| ---------------------------- | ----------- | --------- |
| Timișoara Saracens           | Timișoara   | 1.        |
| CSM Știința Baia Mare        | Baia Mare   | 2.        |
| Steaua Bukareszt             | Bukareszt   | 3.        |
| CSM Bukareszt                | Bukareszt   | 4.        |
| Dinamo Bukareszt             | Bukareszt   | 5.        |
| CS Universitatea Cluj-Napoca | Kluż-Napoka | 6.        |
| SCM Gloria Buzău             | Buzău       | –         |
| CS Tomitanii Constanța       | Konstanca   | –         |

## Faza grupowa
| 8 września 201811:00 | CSM Știința Baia Mare | 52:11 | ACS Tomitanii Constanța | Arena Zimbrilor, Baia Mare |
| 8 września 201811:00 |                       | 52:11 |                         | Arena Zimbrilor, Baia Mare |

| 8 września 201811:00 | Steaua Bukareszt | 75:15 | CS Universitatea Cluj-Napoca | Ghencea, Bukareszt |
| 8 września 201811:00 |                  | 75:15 |                              | Ghencea, Bukareszt |

| 8 września 201817:00 | CSM Bukareszt | 38:9 | Dinamo Bukareszt | Stadionul Olimpia, Bukareszt |
| 8 września 201817:00 |               | 38:9 |                  | Stadionul Olimpia, Bukareszt |

| 15 września 201811:00 | SCM Gloria Buzău | 31:13 | Dinamo Bukareszt | Stadionul Municipal, Buzău |
| 15 września 201811:00 |                  | 31:13 |                  | Stadionul Municipal, Buzău |

| 15 września 201811:00 | CS Universitatea Cluj-Napoca | 13:49 | CSM Bukareszt | Parcul Sportiv Iuliu Hațieganu, Kluż-Napoka |
| 15 września 201811:00 |                              | 13:49 |               | Parcul Sportiv Iuliu Hațieganu, Kluż-Napoka |

| 15 września 201811:00 | ACS Tomitanii Constanța | 17:48 | Steaua Bukareszt | Stadionul Mihai Naca, Konstanca |
| 15 września 201811:00 |                         | 17:48 |                  | Stadionul Mihai Naca, Konstanca |

| 15 września 201811:00 | Timișoara Saracens | 32:26 | CSM Știința Baia Mare | Stadionul Gheorghe Rășcanu, Timișoara |
| 15 września 201811:00 |                    | 32:26 |                       | Stadionul Gheorghe Rășcanu, Timișoara |

| 22 września 201811:00 | CSM Știința Baia Mare | 61:7 | SCM Gloria Buzău | Arena Zimbrilor, Baia Mare |
| 22 września 201811:00 |                       | 61:7 |                  | Arena Zimbrilor, Baia Mare |

| 22 września 201811:00 | CSM Bukareszt | 50:5 | ACS Tomitanii Constanța | Stadionul Olimpia, Bukareszt |
| 22 września 201811:00 |               | 50:5 |                         | Stadionul Olimpia, Bukareszt |

| 22 września 201811:00 | Dinamo Bukareszt | 25:25 | CS Universitatea Cluj-Napoca | Stadion im. Florei Dumitrachego, Bukareszt |
| 22 września 201811:00 |                  | 25:25 |                              | Stadion im. Florei Dumitrachego, Bukareszt |

| 22 września 201814:30 | Steaua Bukareszt | 16:9 | Timișoara Saracens | Ghencea, Bukareszt |
| 22 września 201814:30 |                  | 16:9 |                    | Ghencea, Bukareszt |

| 29 września 201811:00 | SCM Gloria Buzău | 12:7 | CS Universitatea Cluj-Napoca | Stadionul Municipal, Buzău |
| 29 września 201811:00 |                  | 12:7 |                              | Stadionul Municipal, Buzău |

| 29 września 201811:00 | Timișoara Saracens | 19:16 | CSM Bukareszt | Stadionul Gheorghe Rășcanu, Timișoara |
| 29 września 201811:00 |                    | 19:16 |               | Stadionul Gheorghe Rășcanu, Timișoara |

| 29 września 201811:00 | CSM Știința Baia Mare | 15:19 | Steaua Bukareszt | Arena Zimbrilor, Baia Mare |
| 29 września 201811:00 |                       | 15:19 |                  | Arena Zimbrilor, Baia Mare |

| 29 września 201814:30 | ACS Tomitanii Constanța | 17:13 | Dinamo Bukareszt | Stadionul Mihai Naca, Konstanca |
| 29 września 201814:30 |                         | 17:13 |                  | Stadionul Mihai Naca, Konstanca |

| 6 października 201811:00 | Steaua Bukareszt | 31:10 | SCM Gloria Buzău | Ghencea, Bukareszt |
| 6 października 201811:00 |                  | 31:10 |                  | Ghencea, Bukareszt |

| 6 października 201811:00 | Dinamo Bukareszt | 16:33 | Timișoara Saracens | Stadion im. Florei Dumitrachego, Bukareszt |
| 6 października 201811:00 |                  | 16:33 |                    | Stadion im. Florei Dumitrachego, Bukareszt |

| 6 października 201811:00 | CS Universitatea Cluj-Napoca | 9:3 | ACS Tomitanii Constanța | Parcul Sportiv Iuliu Hațieganu, Kluż-Napoka |
| 6 października 201811:00 |                              | 9:3 |                         | Parcul Sportiv Iuliu Hațieganu, Kluż-Napoka |

| 6 października 201814:30 | CSM Bukareszt | 26:14 | CSM Știința Baia Mare | Stadionul Olimpia, Bukareszt |
| 6 października 201814:30 |               | 26:14 |                       | Stadionul Olimpia, Bukareszt |

| 13 października 201814:00 | Dinamo Bukareszt | 15:27 | Steaua Bukareszt | Stadion im. Florei Dumitrachego, Bukareszt |
| 13 października 201814:00 |                  | 15:27 |                  | Stadion im. Florei Dumitrachego, Bukareszt |

| 13 października 201816:00 | CS Universitatea Cluj-Napoca | 7:42 | CSM Știința Baia Mare | Parcul Sportiv Iuliu Hațieganu, Kluż-Napoka |
| 13 października 201816:00 |                              | 7:42 |                       | Parcul Sportiv Iuliu Hațieganu, Kluż-Napoka |

| 27 października 201811:00 | Timișoara Saracens | 38:0 | ACS Tomitanii Constanța | Stadionul Gheorghe Rășcanu, Timișoara |
| 27 października 201811:00 |                    | 38:0 |                         | Stadionul Gheorghe Rășcanu, Timișoara |

| 27 października 201813:00 | CSM Bukareszt | 40:14 | SCM Gloria Buzău | Stadionul Olimpia, Bukareszt |
| 27 października 201813:00 |               | 40:14 |                  | Stadionul Olimpia, Bukareszt |

| 20 października 201811:00 | Dinamo Bukareszt | 17:53 | CSM Știința Baia Mare | Stadion im. Florei Dumitrachego, Bukareszt |
| 20 października 201811:00 |                  | 17:53 |                       | Stadion im. Florei Dumitrachego, Bukareszt |

| 20 października 201812:00 | SCM Gloria Buzău | 20:6 | ACS Tomitanii Constanța | Stadionul Municipal, Buzău |
| 20 października 201812:00 |                  | 20:6 |                         | Stadionul Municipal, Buzău |

| 20 października 201814:30 | Steaua Bukareszt | 13:20 | CSM Bukareszt | Ghencea, Bukareszt |
| 20 października 201814:30 |                  | 13:20 |               | Ghencea, Bukareszt |

| 9 marca 201912:00 | Timișoara Saracens | 56:23 | CS Universitatea Cluj-Napoca | Stadion Dan Păltinișanu, Timișoara |
| 9 marca 201912:00 |                    | 56:23 |                              | Stadion Dan Păltinișanu, Timișoara |

| 16 marca 201912:00 | SCM Gloria Buzău | 18:19 | Timișoara Saracens | Stadionul Municipal, Buzău |
| 16 marca 201912:00 |                  | 18:19 |                    | Stadionul Municipal, Buzău |

| 30 marca 201911:00 | ACS Tomitanii Constanța | 5:49 | CSM Știința Baia Mare | Stadionul Mihai Naca, Konstanca |
| 30 marca 201911:00 |                         | 5:49 |                       | Stadionul Mihai Naca, Konstanca |

| 30 marca 201911:00 | CS Universitatea Cluj-Napoca | 19:36 | Steaua Bukareszt | Parcul Sportiv Iuliu Hațieganu, Kluż-Napoka |
| 30 marca 201911:00 |                              | 19:36 |                  | Parcul Sportiv Iuliu Hațieganu, Kluż-Napoka |

| 30 marca 201913:00 | Dinamo Bukareszt | 22:50 | CSM Bukareszt | Stadion im. Florei Dumitrachego, Bukareszt |
| 30 marca 201913:00 |                  | 22:50 |               | Stadion im. Florei Dumitrachego, Bukareszt |

| 6 kwietnia 201911:00 | CSM Bukareszt | 33:8 | CS Universitatea Cluj-Napoca | Stadionul Olimpia, Bukareszt |
| 6 kwietnia 201911:00 |               | 33:8 |                              | Stadionul Olimpia, Bukareszt |

| 6 kwietnia 201911:00 | CSM Știința Baia Mare | 20:16 | Timișoara Saracens | Arena Zimbrilor, Baia Mare |
| 6 kwietnia 201911:00 |                       | 20:16 |                    | Arena Zimbrilor, Baia Mare |

| 6 kwietnia 201913:00 | Dinamo Bukareszt | 13:12 | SCM Gloria Buzău | Stadion im. Florei Dumitrachego, Bukareszt |
| 6 kwietnia 201913:00 |                  | 13:12 |                  | Stadion im. Florei Dumitrachego, Bukareszt |

| 6 kwietnia 201913:00 | Steaua Bukareszt | 52:0 | ACS Tomitanii Constanța | Ghencea, Bukareszt |
| 6 kwietnia 201913:00 |                  | 52:0 |                         | Ghencea, Bukareszt |

| 13 kwietnia 201911:00 | SCM Gloria Buzău | 6:36 | CSM Știința Baia Mare | Stadionul Municipal, Buzău |
| 13 kwietnia 201911:00 |                  | 6:36 |                       | Stadionul Municipal, Buzău |

| 13 kwietnia 201911:00 | ACS Tomitanii Constanța | 8:39 | CSM Bukareszt | Stadionul Mihai Naca, Konstanca |
| 13 kwietnia 201911:00 |                         | 8:39 |               | Stadionul Mihai Naca, Konstanca |

| 13 kwietnia 201911:00 | CS Universitatea Cluj-Napoca | 13:24 | Dinamo Bukareszt | Parcul Sportiv Iuliu Hațieganu, Kluż-Napoka |
| 13 kwietnia 201911:00 |                              | 13:24 |                  | Parcul Sportiv Iuliu Hațieganu, Kluż-Napoka |

| 13 kwietnia 201912:00 | Timișoara Saracens | 27:17 | Steaua Bukareszt | Stadion Dan Păltinișanu, Timișoara |
| 13 kwietnia 201912:00 |                    | 27:17 |                  | Stadion Dan Păltinișanu, Timișoara |

| 20 kwietnia 201911:00 | CS Universitatea Cluj-Napoca | 26:16 | SCM Gloria Buzău | Parcul Sportiv Iuliu Hațieganu, Kluż-Napoka |
| 20 kwietnia 201911:00 |                              | 26:16 |                  | Parcul Sportiv Iuliu Hațieganu, Kluż-Napoka |

| 20 kwietnia 201911:00 | Dinamo Bukareszt | 25:27 | ACS Tomitanii Constanța | Stadion im. Florei Dumitrachego, Bukareszt |
| 20 kwietnia 201911:00 |                  | 25:27 |                         | Stadion im. Florei Dumitrachego, Bukareszt |

| 20 kwietnia 201911:00 | Steaua Bukareszt | 13:13 | CSM Știința Baia Mare | Ghencea, Bukareszt |
| 20 kwietnia 201911:00 |                  | 13:13 |                       | Ghencea, Bukareszt |

| 1 maja 201912:00 | CSM Bukareszt | 21:16 | Timișoara Saracens | Stadionul Olimpia, Bukareszt |
| 1 maja 201912:00 |               | 21:16 |                    | Stadionul Olimpia, Bukareszt |

| 25 kwietnia 201911:00 | ACS Tomitanii Constanța | 35:30 | CS Universitatea Cluj-Napoca | Stadionul Mihai Naca, Konstanca |
| 25 kwietnia 201911:00 |                         | 35:30 |                              | Stadionul Mihai Naca, Konstanca |

| 26 kwietnia 201911:00 | SCM Gloria Buzău | 16:31 | Steaua Bukareszt | Stadionul Municipal, Buzău |
| 26 kwietnia 201911:00 |                  | 16:31 |                  | Stadionul Municipal, Buzău |

| 26 kwietnia 201911:00 | CSM Știința Baia Mare | 31:19 | CSM Bukareszt | Arena Zimbrilor, Baia Mare |
| 26 kwietnia 201911:00 |                       | 31:19 |               | Arena Zimbrilor, Baia Mare |

| 26 kwietnia 201912:00 | Timișoara Saracens | 36:14 | Dinamo Bukareszt | Stadion Dan Păltinișanu, Timișoara |
| 26 kwietnia 201912:00 |                    | 36:14 |                  | Stadion Dan Păltinișanu, Timișoara |

| 4 maja 201911:00 | Steaua Bukareszt | 54:19 | Dinamo Bukareszt | Ghencea, Bukareszt |
| 4 maja 201911:00 |                  | 54:19 |                  | Ghencea, Bukareszt |

| 4 maja 201912:00 | ACS Tomitanii Constanța | 25:26 | Timișoara Saracens | Stadionul Mihai Naca, Konstanca |
| 4 maja 201912:00 |                         | 25:26 |                    | Stadionul Mihai Naca, Konstanca |

| 4 maja 201914:00 | CSM Știința Baia Mare | 31:12 | CS Universitatea Cluj-Napoca | Arena Zimbrilor, Baia Mare |
| 4 maja 201914:00 |                       | 31:12 |                              | Arena Zimbrilor, Baia Mare |

| 5 maja 201911:00 | SCM Gloria Buzău | 14:33 | CSM Bukareszt | Stadionul Municipal, Buzău |
| 5 maja 201911:00 |                  | 14:33 |               | Stadionul Municipal, Buzău |

| 11 maja 201914:00 | ACS Tomitanii Constanța | 20:15 | SCM Gloria Buzău | Stadionul Mihai Naca, Konstanca |
| 11 maja 201914:00 |                         | 20:15 |                  | Stadionul Mihai Naca, Konstanca |

| 11 maja 201914:00 | CS Universitatea Cluj-Napoca | 22:40 | Timișoara Saracens | Parcul Sportiv Iuliu Hațieganu, Kluż-Napoka |
| 11 maja 201914:00 |                              | 22:40 |                    | Parcul Sportiv Iuliu Hațieganu, Kluż-Napoka |

| 11 maja 201914:00 | CSM Știința Baia Mare | 45:14 | Dinamo Bukareszt | Arena Zimbrilor, Baia Mare |
| 11 maja 201914:00 |                       | 45:14 |                  | Arena Zimbrilor, Baia Mare |

| 11 maja 201914:00 | CSM Bukareszt | 28:12 | Steaua Bukareszt | Stadionul Olimpia, Bukareszt |
| 11 maja 201914:00 |               | 28:12 |                  | Stadionul Olimpia, Bukareszt |

## Faza pucharowa

### Play-out
|  |                              |                              |                  |                   |    |                              |                              |       |
|  | Półfinały                    | Półfinały                    | Półfinały        |                   |    | Finał                        | Finał                        | Finał |
|  | Półfinały                    | Półfinały                    | Półfinały        |                   |    | Finał                        | Finał                        | Finał |
|  | 18 maja 2019                 |                              |                  |                   |    |                              |                              |       |
|  |                              |                              |                  |                   |    |                              |                              |       |
|  | ACS Tomitanii Constanța      | ACS Tomitanii Constanța      | 22               |                   |    |                              |                              |       |
|  | ACS Tomitanii Constanța      | ACS Tomitanii Constanța      | 22               | 26 maja 2019      |    |                              |                              |       |
|  | CS Universitatea Cluj-Napoca | CS Universitatea Cluj-Napoca | 40               |                   |    |                              |                              |       |
|  | CS Universitatea Cluj-Napoca | CS Universitatea Cluj-Napoca | 40               |                   |    | CS Universitatea Cluj-Napoca | CS Universitatea Cluj-Napoca | 22    |
|  | 18 maja 2019                 |                              |                  |                   |    | CS Universitatea Cluj-Napoca | CS Universitatea Cluj-Napoca | 22    |
|  |                              |                              | Dinamo Bukareszt | Dinamo Bukareszt  | 17 |                              |                              |       |
|  | SCM Gloria Buzău             | SCM Gloria Buzău             | Dinamo Bukareszt | Dinamo Bukareszt  | 17 | 11                           |                              |       |
|  | SCM Gloria Buzău             | SCM Gloria Buzău             |                  |                   |    |                              |                              |       |
|  | Dinamo Bukareszt             | Dinamo Bukareszt             | 16               |                   |    |                              |                              |       |
|  | Dinamo Bukareszt             | Dinamo Bukareszt             | 16               | Mecz o 3. miejsce |    |                              |                              |       |
|  |                              |                              |                  |                   |    |                              |                              |       |
|  | 26 maja 2019                 |                              |                  |                   |    |                              |                              |       |
|  |                              |                              |                  |                   |    |                              |                              |       |
|  | ACS Tomitanii Constanța      | ACS Tomitanii Constanța      | 12               |                   |    |                              |                              |       |
|  | ACS Tomitanii Constanța      | ACS Tomitanii Constanța      | 12               |                   |    |                              |                              |       |
|  | SCM Gloria Buzău             | SCM Gloria Buzău             | 14               |                   |    |                              |                              |       |
|  | SCM Gloria Buzău             | SCM Gloria Buzău             | 14               |                   |    |                              |                              |       |

| 18 maja 201911:00 | ACS Tomitanii Constanța | 22:40 | CS Universitatea Cluj-Napoca | Stadionul Mihai Naca, Konstanca |
| 18 maja 201911:00 |                         | 22:40 |                              | Stadionul Mihai Naca, Konstanca |

| 18 maja 201911:00 | SCM Gloria Buzău | 11:16 | Dinamo Bukareszt | Stadionul Municipal, Buzău |
| 18 maja 201911:00 |                  | 11:16 |                  | Stadionul Municipal, Buzău |

| 26 maja 201916:30 | CS Universitatea Cluj-Napoca | 22:17 | Dinamo Bukareszt | Stadionul Olimpia, Bukareszt |
| 26 maja 201916:30 |                              | 22:17 |                  | Stadionul Olimpia, Bukareszt |

| 26 maja 201913:30 | ACS Tomitanii Constanța | 12:14 | SCM Gloria Buzău | Stadionul Olimpia, Bukareszt |
| 26 maja 201913:30 |                         | 12:14 |                  | Stadionul Olimpia, Bukareszt |

### Play-off
|  |                       |                       |                       |                       |    |                  |                  |       |
|  | Półfinały             | Półfinały             | Półfinały             |                       |    | Finał            | Finał            | Finał |
|  | Półfinały             | Półfinały             | Półfinały             |                       |    | Finał            | Finał            | Finał |
|  | 18 maja 2019          |                       |                       |                       |    |                  |                  |       |
|  |                       |                       |                       |                       |    |                  |                  |       |
|  | Timișoara Saracens    | Timișoara Saracens    | 30                    |                       |    |                  |                  |       |
|  | Timișoara Saracens    | Timișoara Saracens    | 30                    | 25 maja 2019          |    |                  |                  |       |
|  | CSM Știința Baia Mare | CSM Știința Baia Mare | 35                    |                       |    |                  |                  |       |
|  | CSM Știința Baia Mare | CSM Știința Baia Mare | 35                    |                       |    | Steaua Bukareszt | Steaua Bukareszt | 22    |
|  | 18 maja 2019          |                       |                       |                       |    | Steaua Bukareszt | Steaua Bukareszt | 22    |
|  |                       |                       | CSM Știința Baia Mare | CSM Știința Baia Mare | 24 |                  |                  |       |
|  | CSM Bukareszt         | CSM Bukareszt         | CSM Știința Baia Mare | CSM Știința Baia Mare | 24 | 15               |                  |       |
|  | CSM Bukareszt         | CSM Bukareszt         |                       |                       |    |                  |                  |       |
|  | Steaua Bukareszt      | Steaua Bukareszt      | 22                    |                       |    |                  |                  |       |
|  | Steaua Bukareszt      | Steaua Bukareszt      | 22                    | Mecz o 3. miejsce     |    |                  |                  |       |
|  |                       |                       |                       |                       |    |                  |                  |       |
|  | 25 maja 2019          |                       |                       |                       |    |                  |                  |       |
|  |                       |                       |                       |                       |    |                  |                  |       |
|  | CSM Bukareszt         | CSM Bukareszt         | 20                    |                       |    |                  |                  |       |
|  | CSM Bukareszt         | CSM Bukareszt         | 20                    |                       |    |                  |                  |       |
|  | Timișoara Saracens    | Timișoara Saracens    | 19                    |                       |    |                  |                  |       |
|  | Timișoara Saracens    | Timișoara Saracens    | 19                    |                       |    |                  |                  |       |

| 18 maja 201912:00 | Timișoara Saracens | 30:35 | CSM Știința Baia Mare | Stadion Dan Păltinișanu, Timișoara |
| 18 maja 201912:00 |                    | 30:35 |                       | Stadion Dan Păltinișanu, Timișoara |

| 18 maja 201916:30 | CSM Bukareszt | 15:22 | Steaua Bukareszt | Stadionul Olimpia, Bukareszt |
| 18 maja 201916:30 |               | 15:22 |                  | Stadionul Olimpia, Bukareszt |

| 25 maja 201915:30 | Steaua Bukareszt | 22:24 | CSM Știința Baia Mare | Stadionul Municipal, Bârlad |
| 25 maja 201915:30 |                  | 22:24 |                       | Stadionul Municipal, Bârlad |

| 25 maja 201911:00 | CSM Bukareszt | 20:19 | Timișoara Saracens | Stadionul Municipal, Bârlad |
| 25 maja 201911:00 |               | 20:19 |                    | Stadionul Municipal, Bârlad |

## Klasyfikacja końcowa
| Miejsce | Klub                         | Składy |
| ------- | ---------------------------- | ------ |
| złoto   | CSM Știința Baia Mare        |        |
| srebro  | Steaua Bukareszt             |        |
| brąz    | CSM Bukareszt                |        |
| 4       | Timișoara Saracens           |        |
| 5       | CS Universitatea Cluj-Napoca |        |
| 6       | Dinamo Bukareszt             |        |
| 7       | SCM Gloria Buzău             |        |
| 8       | ACS Tomitanii Constanța      |        |